# 傅永慶
傅永慶（16世紀—17世紀），字義典，號洪庵，江西撫州府臨川縣人，明朝政治人物。

## 生平
傅永慶是貢生傅梅之子，天啟七年（1627年）丁卯科江西鄉試舉人，崇禎元年（1628年）會試本擬元，但因主考王廷垣為撫州府人，以避嫌置副榜，授新淦教諭，清廉愛士，任滿陞桂平知縣，為政勤謹，仁聲載道，讓人民懷念，改任雲南順州知州，以年老致仕，封奉議大夫。長子傅鱗升為邑庠生，次子傅中升為崇禎拔貢，揀選羅城知縣，因雙親年老推辭不就，幼子傅台升為邑廩生，曾孫傅賓亦為邑庠生。

## 引用
1. 1 2  同治《臨川縣志·卷四十一·人物》：傅永慶，梅子，位姪孫，字義典，號洪庵，天啟丁卯舉人，會試擬元，是年王廷垣主試放榜，避嫌落乙榜，授臨江新淦教諭，清廉愛士，秩滿坐陞廣西潯州桂平令，清慎勤謹，惠下愛民，仁聲載道，桂民懷之，轉授雲南鶴慶軍民府順州尹，因疾足年老致仕，尋轉階部郎，誥封奉議大夫。長子鱗升邑庠，次子中升崇禎恩拔貢，揀羅城令，親老辭不就，幼子台升邑廩，曾孫賓邑庠。 舊志
2. ↑  光緒《撫州府志·卷五十二·人物志》：傅永慶，臨川人，梅子，位姪孫，字義典，號洪庵，天啟丁卯舉人，會試擬元，是年王廷垣主試放榜，避嫌落乙榜，授臨江新淦教諭，清廉愛士，秩滿坐陞廣西潯州桂平令，清慎勤謹，惠下愛民，仁聲載道，桂民懷之，轉授雲南鶴慶軍民府順州尹，因疾足年老致仕，尋轉階部郎，誥封奉議大夫。長子鱗升邑庠，次子中升崇禎恩拔貢，揀羅城令，親老辭不就，幼子台升邑廩，曾孫賓邑庠。